# Taulovmotorvejen
De Taulovmotorvejen (Nederlands: Taulovautosnelweg) is een autosnelweg in Denemarken, die een verbinding vormt tussen de Østjyske Motorvej vanuit de richting Odense en de Sønderjyske Motorvej bij Kolding. De snelweg is vernoemd naar de nabijgelegen plaats Taulov.
Administratief is de Taulovmotorvej bekend onder het nummer M40. Voor bewegwijzering wordt echter het nummer gebruikt waarvan de Taulovmotorvej onderdeel is, de E20. De M40 loopt na Fredericia verder als Fynske Motorvej tot de Grote Beltbrug bij Nyborg.

## Geschiedenis
De Taulovmotorvej is in 1970 voor verkeer opengesteld. Daarbij was het tot 1994, toen het laatste gedeelte van de Østjyske Motorvej tussen knooppunt Fredericia en knooppunt Skærup geopend werd, ook een belangrijke schakel in het verkeer tussen Aarhus en Odense.